# Ngự Viên
Ngự Viên là một trong 5 vườn ngự uyển trong Hoàng thành Huế, được xây vào đầu thời vua Minh Mạng (1820).

## Đặc điểm
Vườn nằm ở phía Đông Bắc, trong khu vực của Tử Cấm Thành.
Các công trình kiến trúc trong khu vườn được kiến tạo rất cầu kỳ như: điện Thiên Thân, đình Vọng Hà, hồ Ngọc Dịch, núi Tú Nhuận, tiểu Ngự Hà... Ngự Viên được xem như là một vườn hoa trong cung cấm, nơi các vị vua Nguyễn thường đến dạo chơi, thư giãn, làm thơ...

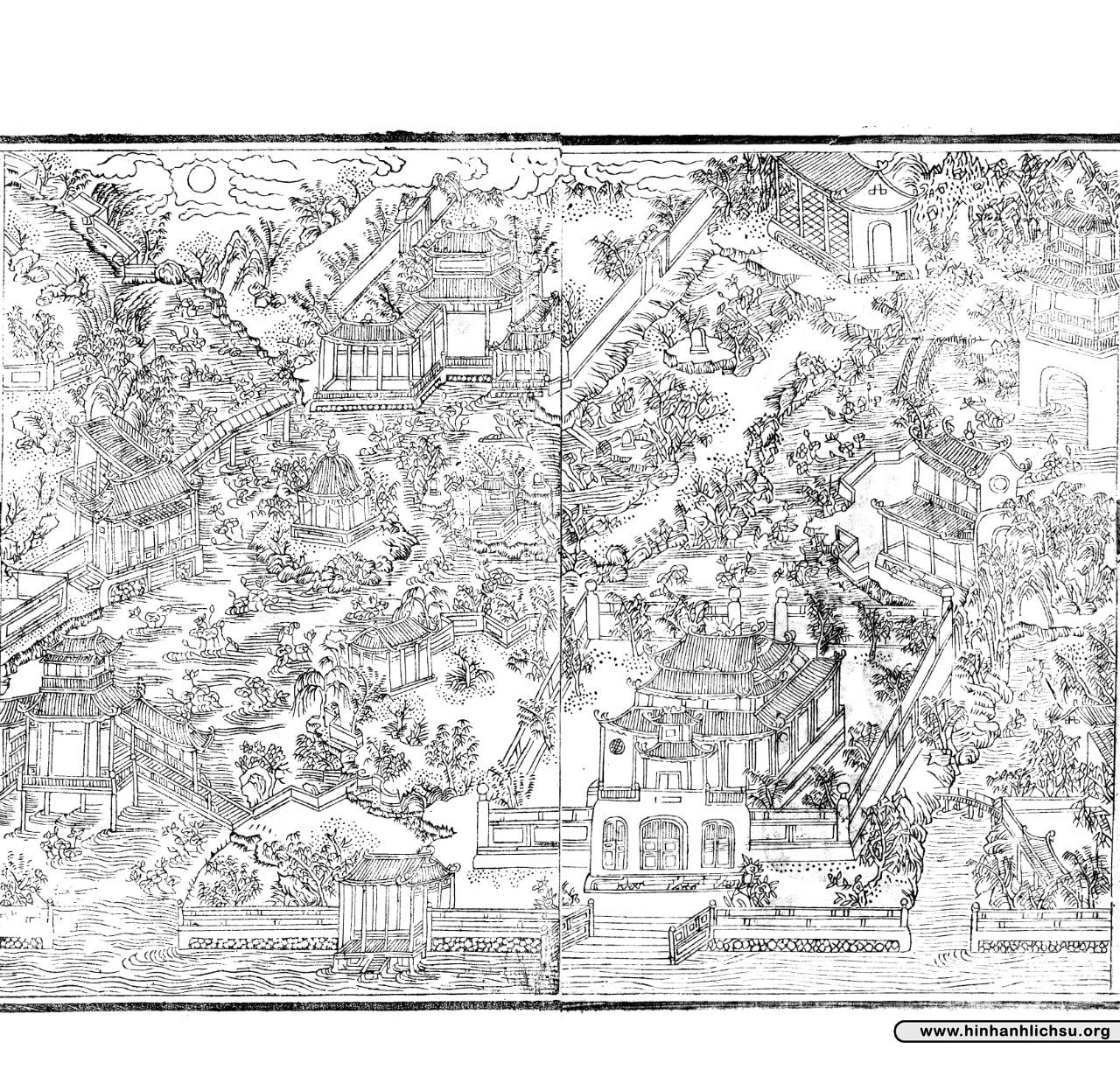
Hình vẽ Ngự Viên trong bài Ngự Viên Đắc Nguyệt, trong chùm thơ Thần kinh nhị thập cảnh của vua Thiệu Trị

Ngự Viên được vua Thiệu Trị xếp làm thắng ảnh thứ năm của vùng đất Cố đô và đã được ca ngợi trong bài thơ Ngự Viên đắc nguyệt trong chùm thơ Thần kinh nhị thập cảnh.
| “                                     | Thâm nghiêm cung cấm giữa canh khuya Trong vắt ao thu trăng nước hòa Liền dải lâu đài in lóng lánh Sáng ngời hoa thụ rực nguy nga | ” |
| — Ngự viên đắc nguyệt - Vua Thiệu Trị | |   |

## Lịch sử
Vườn được xây vào đầu thời vua Minh Mạng (1820).
Tuy nhiên, từ thời vua Thành Thái (1889 – 1907) trở về sau, kiến trúc của Ngự viên đã có nhiều thay đổi, phần lớn công trình bị triệt giải, cảnh quan không được chú trọng.
Vào năm 1932, dưới thời vua Bảo Đại, tòa nhà Ngự Tiền Văn Phòng hai tầng được xây dựng tại nơi đây, và trở thành cơ quan thay cho Nội Các của thời vua Minh Mạng.